# JazzexBand
«JázzexBand» — український музичний колектив, чий акапельний спів ось уже 20 років приносить учасникам визнання в Україні та за її межами.
 Співзасновницею та творчим лідером колективу є Марина Керусенко. Директором і Продюсером виступає Ірина Смульська, яка з колективом вже більш ніж 20 років. Завдяки постійній співпраці з аранжувальником, професором Київської консерваторії, заслуженим артистом України Олександром Лисоконем, до репертуару гурту в його обробці увійшли твори у різних жанрах: джаз, рок, класика, народна та популярна музика.
Назва ДжазЕкс походить від словосполучення джазовий експромт. Назву «Джаз Експромт» колектив носив з року створення до 2005. Протягом більш як 20 років творчої діяльності JazzexBand за популярністю й досягненнями є найкращим українським акапельним колективом зі змішаним складом.

## Історія

### «Джаз Експромт»
Біля витоків колективу стояв Володимир Михновецький (1963—2004), видатний організатор, автор та виконавець джазової і вокальної музики в Україні. За три роки відбулися зміни: до співпраці з «Джаз Експромт» долучились аранжувальник Олександр Лисоконь та провідна джазова вокалістка Наталія Гура. Перші роки існування позначились важкою та натхненною працею, цікавими проектами. Зокрема, саме їм було довірено створення джинґлів Радіо Промінь, а в рамках американського проекту «Jesus Film Project», музикантами групи було записано два альбоми сучасних християнських псалмів українською мовою. 1994 рік ознаменувався успіхами колективу: відзнака найкращий вокальний колектив України на фестивалі «Нові зірки старого року» (який назвали в той час українською «Ґреммі»)

У другу половину 1990-х колектив увійшов послабленим: Володимир Михновецький заснував чоловічий вокальний секстет ManSound та й провідні вокалісти покинули «Джаз Експромт». Кількість учасників змінювалась від 3 до 8, їх основною роботою став бек-вокал у «зірок» естради (Таїсії Повалій, Ольги Крюкової, Марії Бурмаки, Ані Лорак). Ситуація покращилася в 1999, зокрема, з приходом талановитої авторки та вокалістки Лілії Остапенко.
 Протягом 90-х гурт почав здобувати міжнародне визнання, його унікальний спів звучав на міжнародних фестивалях «Слов'янський базар» (Вітебськ, Білорусь), «Джаз у Сочі- 97» (Сочі, РФ), «Джазові імпровізації» (Вільнюс, Литва), в телепрограмі «Оксамитовий Сезон» (фестивальний круїз по Середземномор'ю). З 1997 року офіційна назва колективу пишеться латиницею: «Jazz-Expromt».

Посилення складу наприкінці 90-х дозволяє пожвавити участь у фестивалях. Попередні роки позначалися виступами як «почесного гостя» на сценах країн колишнього СРСР. В наступні колектив розширює географію поїздок і стає лауреатом конкурсів, зокрема на фестивалях «Tamperen Savel» (Тампере, Фінляндія), «Miezdyzdroje — 2000» (Мендзиздроє, Польща).

## Характеристика творчості

### Дискографія
| Рік  | Назва                   | Трек-лист |
| ---- | ----------------------- | --- |
| 1999 | - Файл:'''A CAPPELLA''' | 1. Exercise (Lysokon) 2. The Shadow of Your Smile (in memory of Andrey Vygovsky) (Mandel/Webster) 3. Come Together (Lennon/McCartney) 4. Get Back (Lennon/McCartney) 5. Sometime I Feel Like a Motherless Child (Spirituals) 6. Field Flowers (Virmenich/Sygaivsky) 7. My Dear Mother (Moiboroda/Malyshko) 8. Cold Blues (Kubyshkin/Denisenko) 9. Falling Rain (Ukrainian Folk Song) 10. A Tree Above the Water (Ukrainian Folk Song) 11. I'm Watering and Caring (Ukrainian Folk Song/Krechko) 12. Tbiliso (Lagidze/Gruzinsky) 13. Sad Pages (Lebedev/Uflyand) 14. Barkhat Season (Lysokon) 15. On the Boat (Solov'ev-Sedoy/Lebedev-Kumach) 16. A Song of an Old Cabman (Bogoslovsky/Rodionov) 17. Tatiana (Dedication to Tatiana Sunegina) (Lysokon/Denisenko) 18. Psalm 139 (Lysokon/Psalm 139: 6,7,9-12) |
| 2007 | - Файл:'''Bee Jazzex''' | 1. Take Five 2. Spain 3. La Belle Dame Sans Regrets 4. Dream A Little Dream Of Me 5. Полет шмеля 6. Щедрик 7. Samba De Uma Nota So-Garota De Ipanema 8. Bésame mucho 9. Три хвилини (ft. Друга ріка) 10. Відчиняй (ft. Друга ріка) |

### Репертуар колективу станом на 2012 рік
| #  | Назва                                      | Автори                                                    |
| -- | ------------------------------------------ | --------------------------------------------------------- |
| 1  | «Take Five»                                | Пол Дезмонд                                               |
| 2  | «Spain»                                    | Чік Коріа — Ел Джаро                                      |
| 3  | «Samba De Una Nota So & Garota De Ipanema» | Антоніу Карлуш Жобін / Ньютон Мендоса, Вінісіус ді Морайш |
| 4  | «Caravan»                                  | Дюк Еллінґтон                                             |
| 5  | «The Shadow Of Your Smile»                 | Джонні Манде́л, Пол Френсіс Вебстер                        |
| 6  | «Sweet Georgia Brown»                      | Бен Берні, Масео Пінкард, Кеннет Кейсі                    |
| 7  | «Stardust»                                 | Хоуґі Кармайкл / Мітчел Періш                             |
| 8  | «Agua de Beber»                            | Антоніу Карлуш Жобін, Вінісіус ді Морайш                  |
| 9  | Арія Каварадосі                            | Опера Джакомо Пуччіні «Тоска»                             |
| 10 | «Політ джмеля»                             | Опера Миколи Римського-Корсакова «Казка про царя Салтана» |
| 11 | Хабанера                                   | Опера Жоржа Бізе «Кармен»                                 |
| 12 | «La Belle Dames San Regrets»               | Стінг / Д. Міллер                                         |
| 13 | «Dream A Little Dream Of Me»               | Ґас Кан, Фабіан Андре, Вілбур Швендт                      |
| 14 | «Bésame mucho»                             | Консуело Веласкес                                         |
| 15 | «And I Love Her»                           | Пол Маккартні, Джон Леннон                                |
| 16 | «Venus»                                    | Роббі ван Леувен                                          |
| 17 | «Bad»                                      | Майкл Джексон                                             |
| 18 | «Oh, Pretty Woman»                         | Рой Орбісон, Білл Діз                                     |
| 19 | «Look At Me»                               | Джеррі Холлівелл, Енді Воткінс, Пол Вілсон                |
| 20 | «Don’t Worry, Be Happy»                    | Боббі Макферрін                                           |
| 21 | «Whatever Happens»                         | Майкл Джексон                                             |
| 22 | «You Can Leave Your Hat On»                | Ренді Ньюман                                              |
| 23 | «Get back»                                 | Пол Маккартні, Джон Леннон                                |
| 24 | «Because»                                  | Пол Маккартні, Джон Леннон                                |
| 25 | «A Taste Of Honey»                         | Боббі Скотт, Рік Марлоу                                   |
| 26 | «Lady Gaga Medley»                         |                                                           |
| 27 | «Sunny»                                    | Боббі Гебб                                                |
| 28 | «Весна»                                    | Олег Скрипка                                              |
| 29 | «Паде дощ»                                 | Закарпатська народна пісня                                |
| 30 | «Щедрик»                                   | Українська народна пісня                                  |
| 31 | «Марічка»                                  | Степан Сабадаш / Михайло Ткач                             |
| 32 | «Чорнобривці»                              | Володимир Верменич / Микола Сингаївський                  |
| 33 | «Извозчик»                                 | Микита Богословський / Ярослав Родіонов                   |
| 34 | «Калинка»                                  | Російська народна пісня                                   |
| 35 | «Dreams Of Georgia»                        | Віночок грузинських народних пісень                       |